# Емират Наџд и Хаса
Емират Наџд и Хаса (арап. الدولة السعودية الثالثة) је друга итерација трећe саудијска држава, од 1913. до 1921. године, наследница две саудијске државе: прве и друге, коју је основао Абделазиз ибн Сауд (15. јануара 1902) и који је успео да поврати град Ријад, обнови династију Сауд и да успостави 1932. године модерну и савремену саудијску државу краљевину Саудијску Арабију.

## Историја
Емират Наџд и Хаса или Трећа саудијска држава је држава која је постојала на Арапском полуострву у првој четвртини 20. века. До 1890-тe, Друга саудијска држава је пропала, са великим делом своје земље под контролом емирата Џабал Шамара.